# Anthophora uniciliata
Anthophora uniciliata är en biart som beskrevs av Frédéric Jules Sichel 1860. Anthophora uniciliata ingår i släktet pälsbin, och familjen långtungebin. Inga underarter finns listade i Catalogue of Life.